# Arabideae
Arabideae es una tribu de plantas de la familia Brassicaceae. El género tipo es Arabis L.

## Géneros
- Abdra Greene ~ Draba L.
- Arabidium Spach = Arabis L.
- Arabis L.
- Arabisa Rchb. = Arabis L.
- Arcyosperma O. E. Schulz
- Athysanus Greene
- Aubrieta Adans.
- Baimashania Al-Shehbaz
- Borodiniopsis D. A. German et al.
- Botschantzevia Nabiev
- Coelonema Maxim. = Draba L.
- Dendroarabis (C. A. Mey.) D. A. German & Al-Shehbaz
- Dolichostylis Turcz. = Draba L.
- Draba L.
- Drabella Nábelek = Draba L.
- Drabella (DC.)
- Drabopsis K. Koch = Draba L.
- Erophila DC. =~ Draba L.
- Euxena Calest. = Arabis L.
- Heterodraba Greene =~ Athysanus Greene
- Leptonema Hook. = Draba L.
- Nesodraba Greene = Draba L.
- Odontocyclus Turcz. = Draba L.
- Pachyneurum Bunge
- Parryodes Jafri ~ Arabis L.
- Pseudobraya Korsh. = Draba L.
- Pseudodraba Al-Shehbaz et al.
- Scapiarabis M. Koch et al.
- Schivereckia Andrz. ex DC. = Draba L.
- Sinoarabis R. Karl et al.
- Stenonema Hook. = Draba]] L.
- Thylacodraba (Nábelek) O. E. Schulz = Draba L.
- Tomostima (Raf.) O. E. Schulz ~ Draba L.